# Royal Thai General System of Transcription
Das Royal Thai General System of Transcription (RTGS; thailändisch การถอดอักษรไทยเป็นอักษรโรมันแบบถ่ายเสียงของราชบัณฑิตยสถาน, Kan Thot Akson Thai Pen Akson Roman Baep Thai Siang Khong Ratchabandittayasathan) ist das offizielle System zur Transkription der thailändischen Schrift in das lateinische Alphabet.
1939 hatte des Königliche Institut Thailands zwei Transkriptionssysteme eingeführt: ein allgemeines System (“General System”) und ein exaktes System (“Precise System”). Letzteres sieht ein lateinisches Äquivalent für jeden Konsonanten des thailändischen Alphabetes vor und verwendet diakritische Zeichen, unter anderem zur Bezeichnung der Töne. Beide Systeme waren nicht besonders beliebt.
Die letzte Version des allgemeinen Systems wurde nach einer Überarbeitung im Jahr 1999 am 14. September 2000 von der thailändischen Regierung offiziell als nationales Standardsystem der Romanisierung bestätigt.
Das RTGS wird zum Beispiel für Straßenschilder oder Veröffentlichungen der thailändischen Regierung benutzt, aber auch die UN und die BGN/PCGN haben es für geografische Namen übernommen.

## Transkriptions-Tabellen
Die Umschrift eines Konsonantenbuchstabens hängt von seiner Position in der Silbe ab. Außerdem können in der thailändischen Schrift zwei Konsonantenbuchstaben zusammen eine Konsonantenverbindung wiedergeben, um diese zwei sind dann wie um einen einzelnen Buchstaben die Vokalzeichen geschrieben. In der Vokal-Tabelle zeigt ein Bindestrich („–“) die Position eines Buchstabens oder einer Buchstabenverbindung relativ zum Vokalzeichen an.
| Buchstaben       | Umschrift    | Umschrift  |
| Buchstaben       | Silbenanfang | Silbenende |
| ---------------- | ------------ | ---------- |
| ก                | k            | k          |
| ข, ฃ, ค, ฅ, ฆ    | kh           | k          |
| ง                | ng           | ng         |
| จ, ฉ, ช, ฌ       | ch           | t          |
| ซ, ศ, ษ, ส       | s            | t          |
| ญ                | y            | n          |
| ฎ, ด, ฑ          | d            | t          |
| ฏ, ต             | t            | t          |
| ฐ, ฑ, ฒ, ถ, ท, ธ | th           | t          |
| ณ, น             | n            | n          |
| บ                | b            | p          |
| ป                | p            | p          |
| ผ, พ, ภ          | ph           | p          |
| ฝ, ฟ             | f            | p          |
| ม                | m            | m          |
| ย                | y            |            |
| ร                | r            | n          |
| ฤ                | ri           |            |
| ฤ, ฤๅ            | rue          |            |
| ฤ                | roe          |            |
| ล, ฬ             | l            | n          |
| ฦ, ฦๅ            | lue          |            |
| ว                | w            |            |
| ห, ฮ             | h            |            |
| อ                | [ Anm. 4 ]   |            |

1. 1 2 3 4 5  entsprechend der jeweiligen Aussprache
2. 1 2 3 4  ฤ, ฤๅ, ฦ und ฦๅ zählen im Sanskrit zu den Vokalen, werden aber aufgrund der Aussprache im Thai in Wörterbüchern bei den Konsonantenbuchstaben eingeordnet
3. ↑  dient als Träger für vokalische Silbenanlaute
4. ↑  Glottisschlag, der aber nicht geschrieben wird

| diakritische Zeichen, Buchstaben | diakritische Zeichen, Buchstaben | Umschrift |
| Silbenkern                       | Silbenende                       | Umschrift |
| -------------------------------- | -------------------------------- | --------- |
| –ั –, –า –, –รร–                  | –, –ะ, –า                        | a         |
|                                  | –รร                              | an        |
|                                  | –ำ                               | am        |
| –ิ –, –ี –                         | –ิ, –ี                             | i         |
| –ึ –, –ื –                         | –ึ, –ือ                            | ue        |
| –ุ –, –ู –                         | –ุ, –ู                             | u         |
| เ–็ –, เ– –                       | เ–ะ, เ–                          | e         |
| แ–็ –, แ– –                       | แ–ะ, แ–                          | ae        |
| เ–ิ –                             | เ–อะ, เ–อ                        | oe        |
| – –, โ– –, –อ–                   | โ–ะ, โ–, เ–าะ, –อ                | o         |
|                                  | –ร                               | on        |
|                                  | ใ–, ไ–, ไ–ย, –ัย, –าย             | ai        |
|                                  | เ–า, –าว                         | ao        |
| เ–ีย–                             | เ–ียะ, เ–ีย                        | ia        |
| เ–ือ–                             | เ–ือะ, เ–ือ                        | uea       |
| –ว–                              | –ัวะ, –ัว                          | ua        |
|                                  | –ิว                               | io        |
|                                  | –ุย                               | ui        |
|                                  | เ–็ว, เ–ว                         | eo        |
|                                  | แ–็ว, แ–ว                         | aeo       |
|                                  | เ–ย                              | oei       |
|                                  | โ–ย, –อย                         | oi        |
|                                  | เ–ียว                             | iao       |
|                                  | เ–ือย                             | ueai      |
|                                  | –วย                              | uai       |

1. ↑  entsprechend der jeweiligen Aussprache

Nicht ausgesprochene Konsonanten und Vokale werden jedoch nicht geschrieben.
Weitere diakritische Zeichen
Die vier Betonungszeichen  ่,  ้,  ๊,  ๋ und das Stummzeichen  ์ werden nicht geschrieben, ebenso das Virama  ฺ bei Texten in Pali oder Sanskrit.

## Andere Romanisierungssysteme
- ALA-LC Romanization: Thai
- ISO 11940